# 巴尔班
巴尔班（法語：Balbins，法語發音：[balbɛ̃]）是法国伊泽尔省的一个旧市镇，属于维埃纳区。2019年，巴尔班与市镇奥尔纳雪合并为新市镇奥尔纳雪-巴尔班。

## 地理
巴尔班（45°23'54"N, 5°12'51"E）面积7.26 平方千米，位于法国奥弗涅-罗讷-阿尔卑斯大区伊泽尔省，该省份为法国东南部内陆省份，北起顺时针与安省、萨瓦省、上阿尔卑斯省、德龙省、阿尔代什省、卢瓦尔省和罗讷省。
与巴尔班接壤的市镇（或旧市镇、城区）包括：珀诺勒、萨尔迪约、拉科特圣安德烈、奥尔纳雪。
巴尔班的时区为UTC+01:00、UTC+02:00（夏令时）。

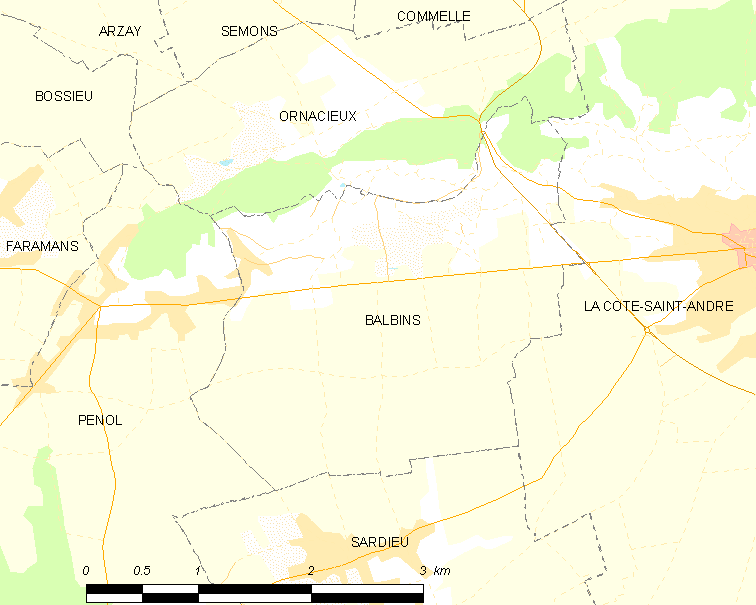
巴尔班的OSM定位图

## 行政
巴尔班的邮政编码为38260，INSEE市镇编码为38025。

## 政治
巴尔班所属的省级选区为比耶夫尔县。

## 人口

1962-2008年间巴尔班人口变化图示

巴尔班于2018年1月1日时的人口数量为448人。